# V-REVOLUTION
V-REVOLUTION（ブイレボリューション、略称：『V-REV(ぶいれぶ)』）は、クラウドクリエイティブスタジオによって開発されたアーケード施設向けのバーチャルリアリティ 配信プラットフォーム。
開発者が制作したゲームが、V-REVOLUTIONを導入した店舗に自動的に配信される仕組みとされている。

## 概要
『V-REVOLUTION』は2017年8月よりサービス開始したゲーム特化型の VRプラットフォーム。
オペレーター側で起動し、1台の筐体で複数のラインアップからプレイするゲームが選択可能。
起動されたゲームのプレイ履歴が保持されており、その情報をオペレーターとデベロッパーに提供されている。

## 沿革
2017年
- 6月2日、『V-REVOLUTION』のサービス開始を発表[official 3]
- 6月30日、『V-REVOLUTION]』7月14日よりオペレーター及びデベロッパーの募集及び、ソフトウェア開発キットの公開を開始することを発表[official 4]
- 6月30日、初のアーケード向けVR『DEATH・GAME』を7月下旬に配信することを発表[official 5]
- 7月8日 - 7月9日、THE 3RD PLANET BiVi京都二条店にて、VRサイコホラー脱出ゲーム『DEATH・GAME』のロケテストを開催[official 6]
- 7月12日、『脱出大作戦！～豪華客船から宝石を奪え！～』『妖怪探偵倶楽部』の2タイトルを開発中であることを発表[official 7][official 8][official 9]
- 7月14日、オペレーター及びデベロッパーの募集及び、SDKの公開を開始
- 8月19日、THE 3RD PLANET BiVi京都二条店にて、『V-REVOLUTION』稼働を開始[official 10]
- 8月25日 - 27日、京橋グランシャトーにて、『V-REVOLUTION』を期間限定ロケテストを実施[official 11]
- 9月16日、プレビ劇場ISESAKI店にて、『V-REVOLUTION』稼働を開始[official 12]
- 9月21日～9月24日、東京ゲームショウ2017に初出展。音楽ゲーム『オトハコ（仮）』を初公開[official 13][official 14]
- 10月9日、TECHFUND inc. 3rd Anniversary Party "Deep forest lounge"に出展[official 15]
- 10月20日、リズムゲーム[注 1]『D³VINER』が今冬に配信されることを発表[official 16]
- 10月28日、第9回京都ヒストリカ国際映画祭、CEDEC+KYUSHU 2017に出展[official 17][official 18]
- 12月27日、ホラー脱出ゲーム『DEATH・GAME2』が今冬に配信されることを発表

2018年
- 1月20日 - 21日、KYOTO V-REX2018に出展
- 1月25日 - 26日、台北ゲームショウ2018に出展

## 開発の経緯
本プラットフォームは、VRをプレイする場を提供するために開発された。
秦泉寺章夫はSNKプレイモアで『THE KING OF FIGHTERS XII』および『THE KING OF FIGHTERS XIII』のディレクターを務めた経験からアーケードゲームに愛着があり、そのような場所でVRがプレイできたらよいと考えていた。
クラウドクリエイティブスタジオはVR版に関するつてがなかったため、スタッフが自らゲームセンターまで営業に行った。
V-REVOLUTIONは二人のマルチプレイに対応するため、最低2.5m四方の空間が要求されており、ゲームセンター側はVRに興味を示したものの、占有スペースの確保がネックとなることが多かった。
元々クラウドクリエイティブスタジオはオンラインに強かったことから、VRコンテンツのロムデータをオンライン配信する仕組みが作られた。

## 製品情報
『V-REVOLUTION』では、現在3タイトルが配信されている。
また、1タイトルは2017年冬配信予定。(2017年12月現在)

### 妖怪探偵倶楽部
夜な夜な現れる妖怪の証拠写真を撮るアクションゲーム。
プレイ人数：1人
ジャンル：アクションゲーム
発売年月日：2017年8月19日
バージョン：1.0.4
デベロッパー名：クラウドクリエイティブスタジオ

### 脱出大作戦！～豪華客船から宝石を奪え！～
密室から宝石を持ち帰る謎解き系の脱出ゲーム。
プレイ人数：1人
ジャンル：脱出ゲーム
発売年月日：2017年8月19日
バージョン：2.1.16
デベロッパー名：クラウドクリエイティブスタジオ

### DEATH・GAME
猟奇殺人鬼シャーロットに閉じ込められた密室の謎を解くホラー系の脱出ゲーム。
プレイ人数：2人
ジャンル：脱出ゲーム
発売年月日：2017年8月25日
バージョン：1.2.0
デベロッパー名：クラウドクリエイティブスタジオ

## 動作環境
- 『V-REVOLUTION』のSDKがサポートされているエンジンは、Unityのみとなっている。
- オペレーターが設置する機材は、HTC Viveのみとされている。